# Jorge Guagua
Jorge Daniel Guagua Tamayo (Esmeraldas, 28 september 1981) is een voormalig Ecuadoraans profvoetballer. In 2001 debuteerde hij in het Ecuadoraans voetbalelftal.

## Clubcarrière
Guaga is een verdediger en begon zijn profcarrière bij El Nacional waar hij van 2000 tot 2006 speelde. In 2006 vertrok hij naar het Argentijnse Cólon de Santa Fe, maar een jaar later keerde hij alweer terug naar Ecuador waar hij toen uitkwam voor Club Sport Emelec uit Guayaquil. In januari 2008 vertrok hij naar een andere club uit Guayaquil: Barcelona SC.

### Statistieken
- Bijgewerkt tot en met 21 juni 2014

| Club            | Seizoen | Competitie | Competitie | Beker | Beker | Continentaal | Continentaal | Totaal | Totaal |
| Club            | Seizoen | Duels      | Goals      | Duels | Goals | Duels        | Goals        | Duels  | Goals  |
| --------------- | ------- | ---------- | ---------- | ----- | ----- | ------------ | ------------ | ------ | ------ |
| El Nacional     | 2000    | 2          | 0          | 0     | 0     | 0            | 0            | 2      | 0      |
| El Nacional     | 2001    | 27         | 1          | 0     | 0     | 0            | 0            | 27     | 1      |
| El Nacional     | 2002    | 32         | 1          | 0     | 0     | 0            | 0            | 32     | 1      |
| El Nacional     | 2003    | 36         | 1          | 0     | 0     | 0            | 0            | 36     | 1      |
| El Nacional     | 2004    | 41         | 1          | 0     | 0     | 0            | 0            | 41     | 1      |
| El Nacional     | 2005    | 42         | 7          | 0     | 0     | 0            | 0            | 42     | 7      |
| El Nacional     | 2006    | 14         | 1          | 0     | 0     | 6            | 0            | 20     | 1      |
| El Nacional     | Totaal  | 194        | 12         | 0     | 0     | 6            | 0            | 200    | 12     |
| CA Colón        | 2006–07 | 18         | 0          | 0     | 0     | 0            | 0            | 18     | 0      |
| CA Colón        | Totaal  | 18         | 0          | 0     | 0     | 0            | 0            | 18     | 0      |
| Emelec          | 2007    | 10         | 0          | 0     | 0     | 0            | 0            | 10     | 0      |
| Emelec          | Totaal  | 10         | 0          | 0     | 0     | 0            | 0            | 10     | 0      |
| Barcelona SC    | 2008    | 26         | 2          | 0     | 0     | 0            | 0            | 26     | 2      |
| Barcelona SC    | Totaal  | 26         | 2          | 0     | 0     | 0            | 0            | 26     | 2      |
| El Nacional     | 2009    | 30         | 1          | 0     | 0     | 0            | 0            | 30     | 1      |
| El Nacional     | Totaal  | 30         | 1          | 0     | 0     | 0            | 0            | 30     | 1      |
| LDU Quito       | 2010    | 34         | 3          | 0     | 0     | 6            | 1            | 40     | 4      |
| LDU Quito       | 2011    | 27         | 0          | 0     | 0     | 19           | 0            | 46     | 0      |
| LDU Quito       | Totaal  | 61         | 3          | 0     | 0     | 25           | 1            | 86     | 4      |
| CF Atlante      | 2011–12 | 16         | 1          | 0     | 0     | 0            | 0            | 16     | 1      |
| CF Atlante      | 2012–13 | 16         | 0          | 0     | 0     | 0            | 0            | 16     | 0      |
| CF Atlante      | Totaal  | 32         | 1          | 0     | 0     | 0            | 0            | 32     | 1      |
| Deportivo Quito | 2013    | 38         | 3          | 0     | 0     | 0            | 0            | 38     | 3      |
| Deportivo Quito | Totaal  | 38         | 3          | 0     | 0     | 0            | 0            | 38     | 3      |
| Emelec          | 2014    | 9          | 0          | 0     | 0     | 5            | 0            | 14     | 0      |
| Emelec          | Totaal  | 9          | 0          | 0     | 0     | 5            | 0            | 14     | 0      |

## Interlandcarrière
Guaga speelde zijn eerste interland op 2 juni 2001 tegen Peru, nadat hij eerder dat jaar met Ecuador had deelgenomen aan het wereldkampioenschap voetbal onder 20. Hij maakt deel uit van de selectie voor het wereldkampioenschap voetbal 2006, waar hij drie keer in actie kwam. In totaal speelde hij zestig interlands, waarin hij tweemaal tot scoren kwam.
| WK-statistieken           | Club        | Positie    | W |   |   | D | A |   |   |   |
| ------------------------- | ----------- | ---------- | - | - | - | - | - | - | - | - |
| WK voetbal 2006 - Ecuador | El Nacional | Verdediger | 3 | 2 | 0 | 0 | 0 | 0 | 0 | 0 |
| WK voetbal 2014 - Ecuador | CS Emelec   | Verdediger | 2 | 0 | 0 | 0 | 0 | 0 | 0 | 0 |

## Erelijst
El Nacional
- Campeonato Ecuatoriano

2005 (C), 2006
 LDU Quito
- Campeonato Ecuatoriano

2010
 Emelec
- Campeonato Ecuatoriano

2014